# Zethus mexicanus
Zethus mexicanus är en stekelart som först beskrevs av Carl von Linné 1767.  Zethus mexicanus ingår i släktet Zethus och familjen Eumenidae.

## Underarter
Arten delas in i följande underarter:
- Z. m. erythrogena
- Z. m. lugubris